# クロス現像

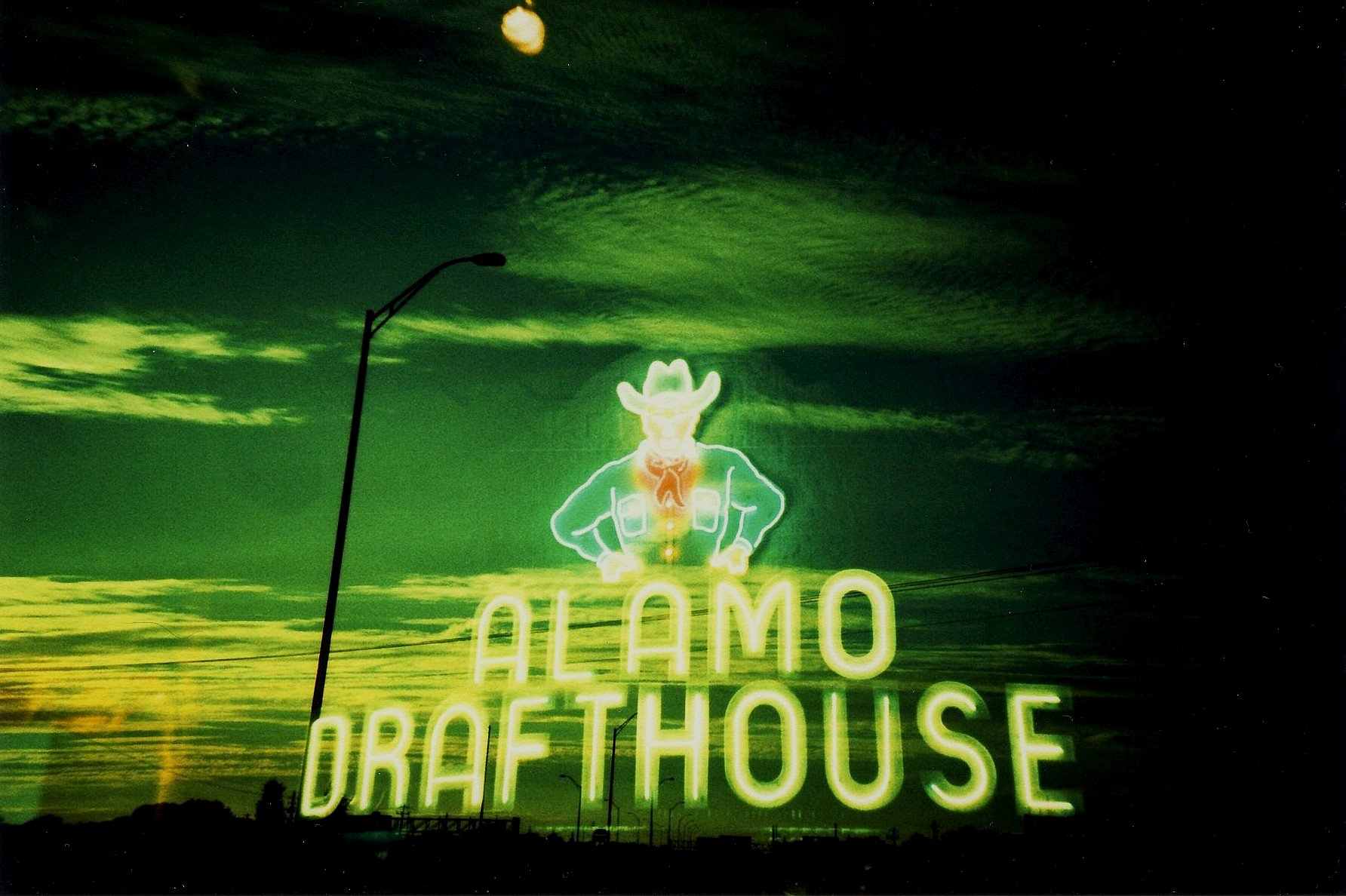
富士フイルムのリバーサルフィルムをネガ現像して仕上げた例。

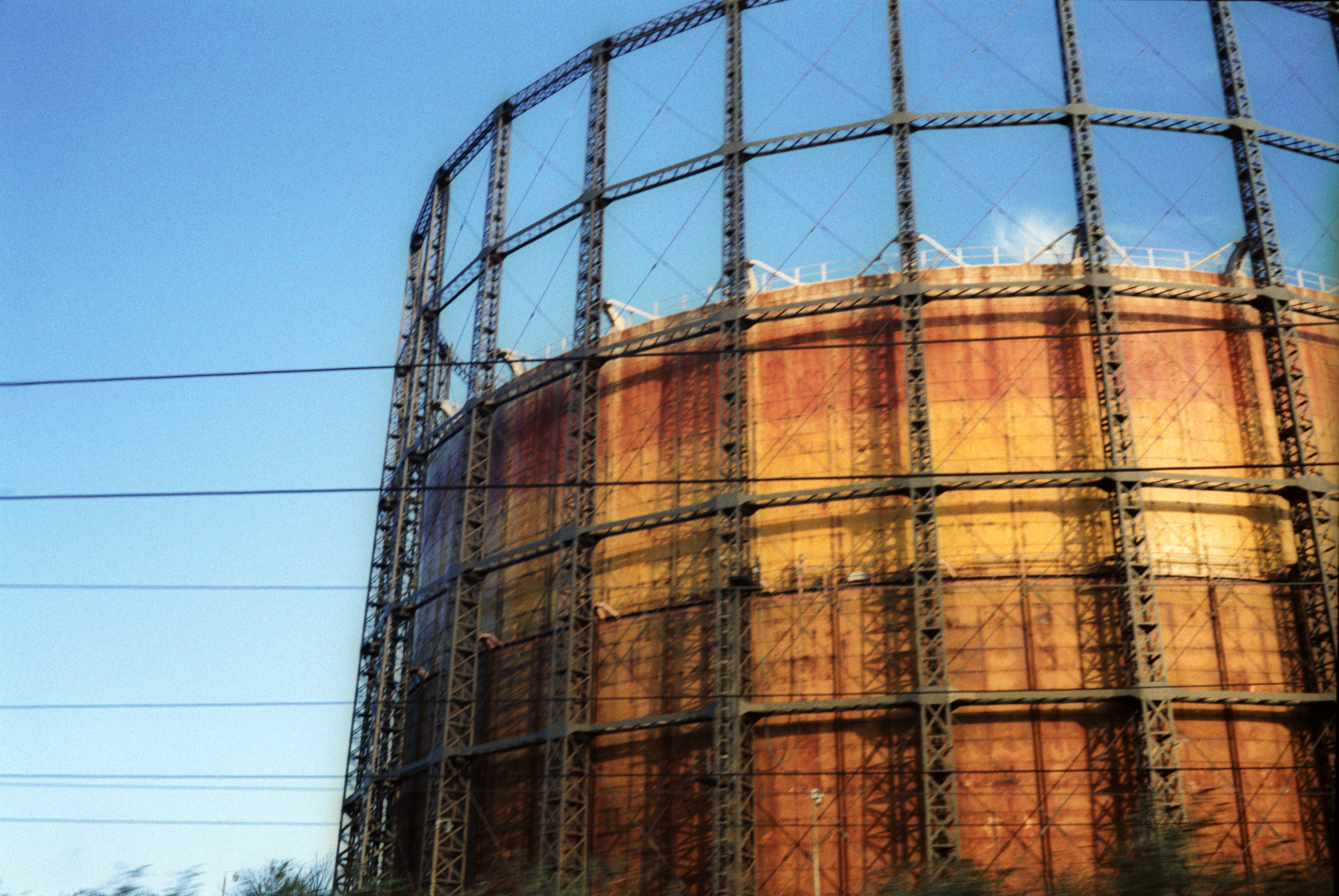
アグファのリバーサルフィルムをネガ現像して仕上げた例。

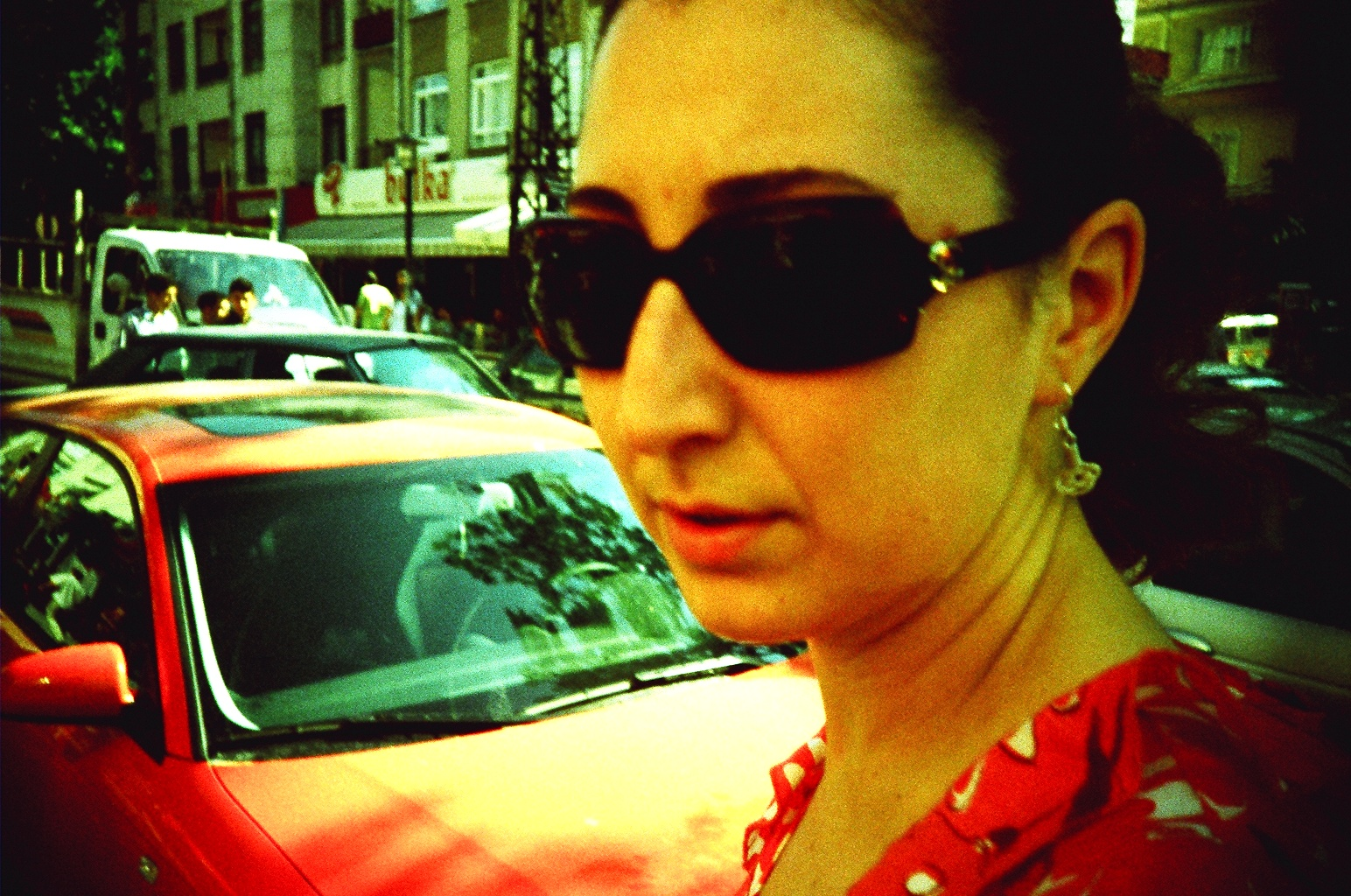
コダックのリバーサルフィルムをネガ現像して仕上げた例。

クロス現像（クロスげんぞう）、クロスプロセス（英語: Cross processing, 略称英語: Xpro）は、銀塩写真フィルム（銀塩写真・写真フィルムを参照）、特にカラーのそれの処理において、リバーサルフィルムをネガ現像の工程で、あるいはネガフィルムをリバーサル現像の工程で現像する方法である。色合いやコントラストに本来と異なる像が現れることを意図する手法である。白黒ネガフィルムを白黒リバーサル現像することは、カラーの場合ほど特殊な意味は無いので、特に「クロス現像」と呼ぶことはあまりない（→白黒リバーサルフィルム）。

## 略歴・概要
クロス現像のもつ効果は、コダックの指定する標準的な現像方法であったC-22現像（カラーネガ現像）とE-4現像（カラーリバーサル現像）の時代、少なくとも1960年代には、多数の異なる写真家たちがそれぞれべつべつに発見している。『ナショナルジオグラフィック』に掲載された、宇宙飛行士のアラン・シェパードによりエクタクロームで撮られた写真が、C-22現像されたものであった。この写真は、マスキングされ修正されて『ライフ』と『ナショナルジオグラフィック』の両誌に掲載された。
現在では、ネガ現像ではC-22現像に代わり一般的となったC-41現像、ポジ現像ではE-4現像に代わり一般的となったE-6現像が使われる。
一般に、クロス現像の結果は基本的に次のようになる。
- カラーリバーサルフィルムでC-41現像を行うと、リバーサルフィルムの無色フィルムベースの上にネガ像が得られる。
- カラーネガフィルムでE-6現像を行うと、ネガフィルムのオレンジ色フィルムベースの上にポジ像が得られる。

クロス現像は、ファッション写真やミュージシャンを撮影した写真にみられ、ローファイ写真ブームによって注目された。2005年（平成17年）公開、トニー・スコット監督の映画『ドミノ』は、カラーリバーサルフィルムで撮影され、クロス現像処理されている。ジェイムズ・イーヴズとヨハネス・ロバーツとが共同監督した『ヘルブリーダー』（Hellbreeder, 2004年、日本未公開）でも、カラーリバーサルフィルムで撮影され、クロス現像処理されている。

## さまざまなパターン
伝統的にみて、カラーリバーサルフィルムをC-41現像する、というパターンが一般的である。商業写真や暗室の業者には、この現像を行なう者がいる。クロス現像は、カラーネガフィルムやカラーリヴァーサルフィルムを白黒写真用の現像液で現像することもできる。
塩酸・二クロム酸塩混合液や三ヨウ化ヨウ化カリウム溶液を使用した白黒写真用現像液で現像されたカラーフィルムを、漂白することでも、変わった効果が得られる。この漂白されたカラーフィルムを再露光し、意図的にカラー用の現像液で再現像すると、比較的微妙にロー・コントラストになり、パステル調の画像を得られる。
クロス現像処理されたカラー写真は、非自然的な色彩とハイ・コントラストが特徴であるとされる。クロス現像で得られる写真は、ケースによって異なり、使用したフィルムの製造元やタイプ、フィルムが感光した光の総量、フィルムを現像した薬品、といった多くの要因に規定される。
クロス現像のもたらす効果は、デジタル写真の世界において、コントラストと明るさ、色調や彩度を調整する数々の技術によって、シミュレイトされている。アドビ・フォトショップやGIMPといった画像エディタ（画像編集ソフトウェア）がそれである。しかしながら、通常のクロス現像された画像がもたらす予測不可能性は欠落している。オンライン写真編集サービスには、Picnikのように、クロス現像効果を備えたものも存在する。⇒ デジタル・クロスプロセス